# Gustav Holst
Gustav Theodore (von) Holst (1874-1934) là nhà soạn nhạc người Anh. Ông là nhà soạn nhạc sống trong sự chuyển giao âm nhạc giữa Lãng mạn và Hiện đại. Ông là một trong những nhà soạn nhạc Anh xuất sắc nhất. Tác phẩm nổi tiếng nhất của ông là bản tổ khúc 7 chương The Planets.

## Tiểu sử

### Xuất thân, thời thơ ấu và niên thiếu
Gustav Holst sinh vào ngày 21 tháng 9 năm 1874 tại Cheltenham, Anh. Ông là con trai cả của Adolph Holst và Clara Holst. Gia đình nhà Holst có nguồn gốc từ Thụy Điển, tổ tiên của gia đình này từng phục vụ trong triều đình của Nga với tư cách là một nhà soạn nhạc, tuy nhiên sau đó bị thất sủng và bị lưu đày đến tận Đức. Không lâu sau, nhà Holst di cư đến nước Anh. Bà cố nội của Gustav là một diễn viên Tây Ban Nha, lấy một người đàn ông Ireland làm chồng và định cư tại Ireland.
Gustav Holst đã chịu cảnh mất mẹ khi mới 8 tuổi. Chị gái của Adolph là Nina có nhiệm vụ trông nom Gustav và một đứa trẻ nữa. Tuy nhiên, bà bị làm cho xao lãng. Trước đây, thời con gái, Nina tỏ ra lãng mạn khi trải những cánh hoa trên con đường mà Franz Liszt đi qua.
Lại nói về Gustav. Đây là con người có tuổi thơ bất hạnh. Đôi mắt của cậu rất yếu, thế nhưng không có ai nhận ra rằng cậu cần có kính để đeo. Cậu có hai lá phổi cũng yếu đến nỗi cậu bị bệnh hen, thế nhưng không quan tâm đến điều đó. Chính căn bệnh này đã khiến cậu phải ngừng thở tạm thời khi leo cầu thang.
Trong thời niên thiếu, Gustav Holst rất ghét chơi violin, nhưng lại thích piano, nhạc cụ cậu bắt đầu chơi ngay khi chạm vào nó.
Vào năm 1885, Adolph Holst tái hôn với Mary Thorley Stone và quyết định gửi đứa con trai Gustav đến Trường Ngữ pháp Cheltenham với hy vọng cậu trở thành một nghệ sĩ piano giỏi. Tuy nhiên, Gustav lại gặp vấn đề vì sức khỏe khi mắc phải bệnh viêm dây thần kinh bàn tay. Điều đó rất tệ bởi mỗi giờ thực hành dài là mỗi giờ học mà Gustav bị quá sức. Khi đã lớn hơn, cậu thử sức tại các cuộc thi piano, nhưng không học bổng nào được trao cho cậu từ Cao đẳng Âm nhạc Hoàng gia và các trường cao đẳng khác ở Luân Đôn.

### Khi trưởng thành

#### Thời sinh viên
Gustav Holst được nhận lời mời làm việc chuyên nghiệp đầu tiên vào năm 1893. Holst chơi đàn organ tại làng Wick Rissington. Không lâu sau, chàng trai trẻ trở thành người chơi organ chính, đồng thời trở thành một nhạc trưởng của dàn hợp xướng của một nhà thờ cộng đồng tại Bourton-on-the-Water. Trải nghiệm đó đã giúp cho Holst có kinh nghiệm về hoạt động một dàn hợp xướng. Âm nhạc hợp xướng và truyền thống hợp xướng của Anh đã trở thành một phần không thể thiếu trong sự nghiệp sáng tác của nhà soạn nhạc Anh.
Tuy nhiên, sự nghiệp sáng tác của Holst lại không phải là một tác phẩm hợp xướng mà là một vở nhạc kịch. Vở opera Lâu đài Lansdown được người thanh niên Holst viết vào năm 1892. Buổi biểu diễn đầu tiên của tác phẩm thật tuyệt vời khi có cả những nhà phê bình âm nhạc và thính giả chứng kiến thành công của nó. Điều đó đã khiến cha của Gustav, Adolph, cảm thấy kinh ngạc và không ngần ngại đi vay tiền để cậu con trai của ông có thể đi học tại Cao đẳng Âm nhạc Hoàng gia với tư cách là một chiêu sinh bình thường.
Tại ngôi trường đó, Gustav Holst học sáng tác với Charles Villiers Stanford. Mặc dù giữa hai thầy trò có những bất đồng, người học trò vẫn kính trọng người thầy, đặc biệt là khi người thầy dạy trò trở thành một nhà phê bình âm nhạc của chính bản thân mình.
Có hai ấn tượng lớn ảnh hưởng đến Holst. Thứ nhất là buổi trình diễn Götterdämmerung của Richard Wagner do Gustav Mahler làm nhạc trưởng tại Covent Garden. Ấn tượng đó cộng thêm việc ông có người bạn sinh viên tên Fritz Hart đã khiến Holst trở thành một người hâm mộ của Wagner. Thứ hai, cũng đến từ một nhà soạn nhạc người Đức, là buổi công diễn bản Mass giọng Si thứ của Johann Sebastian Bach vào năm 1893. Ấn tượng của nó lớn đến nỗi nó ảnh hưởng đến cả nhà soạn nhạc người Anh sau này.
Quay trở lại chuyện học tập của Holst. Do viêm dây thần kinh ở tay phải, Holst đã vĩnh viễn chia tay việc chơi keyboard. Điều đó bắt buộc chàng sinh viên phải chơi kèn trombone. Nó giúp cho Holst nhiều điều: thu nhập, kinh nghiệm về một dàn nhạc giao hưởng và sức mạnh cho cả lá phổi như Holst nghĩ.
Trong tuổi sinh viên, Holst không thể tiêu xài phung phí. Hút thuốc lá hay uống rượu là những điều không có trong suy nghĩ của nhà soạn nhạc này. Chàng trai này cũng đi ăn chay mặc dù điều đó không được khuyến khích. Do điều kiện ăn uống như vậy, đôi mắt đã yếu lại còn yếu hơn và bàn tay thì vẫn đau. Tuy vậy, mọi người vẫn thấy ở con người mảnh khảnh này một sự hấp dẫn. Đây là con người không thích một khuôn mẫu nào mà thích những điều thú vị và hài hước, thích những tiếng cười giòn giã.
Không chỉ tiết kiệm trong ăn uống, Holst cũng tiết kiệm trong việc đi lại. Chẳng thế mà anh hay đi bộ hoặc đạp xe từ Cheltenham đến trường. Mỗi khi đi như vậy, Holst xuất hiện với hình ảnh một anh chàng đeo chéo người một chiếc kèn trombone.
Năm 1895, Holst cảm thấy bất ngờ khi nhận được học bổng mở cho khóa học sáng tác. Đó là một nguồn tiền quan trọng trong hoàn cảnh tiền anh nhận từ nhà ngày càng ít đi. Tiền phụ cấp của Holst tăng lên 30 bảng Anh nhờ chơi kèn trombone trên bến tàu Brighton và những khu nghỉ mát vào mùa hè.
Không lâu sau đó, Holst đã sáng tác vở opera thật sự mang phong cách của bản thân. Dưới sự hướng dẫn của Stanford, chàng sinh viên viết nhạc cho libretto mà Hart là tác giả. Holst có gọi nó là Lệch chất và định trình diễn tại Paris. Nhưng rất tiếc là tác phẩm chưa bao giờ được công diễn.
Mùa thu năm 1895, Holst gặp Ralph Vaughan Williams và tình bạn giữa hai người bắt đầu nảy nở. Ngoài việc chơi nhạc cho nhau theo kiểu cứ chơi dù chưa sáng tác xong, họ còn bàn luận đến văn học: thơ của Walt Whitman và các tác phẩm về chủ nghĩa xã hội của William Morris.
Gustav Holst có tham gia vào Câu lạc bộ Chủ nghĩa xã hội, Hammersmith. Ở đó, anh nghe Bernard Shaw giảng và trở thành người chỉ huy của Đội hợp xướng Câu lạc bộ Chủ nghĩa xã hội, Hammersmith. Và cũng ở đó, Holst đem lòng yêu Isobel Harrison, người con gái thuyết phục nhà soạn nhạc cạo râu, ăn uống đầy đủ và ăn mặc chỉnh tề.
Cũng trong năm 1895 đó, Holst quan tâm đến triết học Hindu và văn học tiếng Phạn. Điều đó đã thúc đẩy Holst đến một sáng tác thánh ca liên quan đến Kinh Vệ Đà. Thất vọng trước những bản dịch sang tiếng Anh cứng nhắc, người thanh niên này tự học tiếng Phạn.
Vào năm 1897, Holst có sáng tác tác phẩm Cánh đồng quê mùa đông. 

#### Thời gian đầu sau sinh viên (1898-1907)
Vào năm 1898, Holst được Đoàn opera Carl Rosa đề nghị chơi kèn trombone cho họ. Vì thế, chàng sinh viên của Cao đẳng Âm nhạc Hoàng gia chia tay ngôi trường của mình một cách tiếc nuối. Tại đoan opera đó, nhà soạn nhạc huấn luyện những ai chơi độc tấu trombone trong các tiết mục mới. Nhừ là một người chơi trombone trong một dàn nhạc giao hưởng, Holst rất hiểu về dàn nhạc. Với tài năng của mình, Holst có thể hòa âm ngay khi viết một tác phẩm cho đối tượng này.
Holst bắt đầu viết vở opera tiếp theo có tên là Sita vào năm 1899. Anh đã tốn công sức vì nó cho đến năm 1906. Dù không được trình diễn, Sita cũng để lại cho cha đẻ của nó những bài học lớn. Sáng tác tiếp theo của tác giả này là Giao hưởng Cotswold (1900). Tiếp theo đó nữa là bản Ave Maria, tác phẩm đầu tiên của Holst được đem đi xuất bản. Đến năm 1903, nhà soạn nhạc trẻ viết thêm tác phẩm Indra, một tác phẩm khác thể hiện phong cách Ấn Độ đã ảnh hưởng đến Holst như thế nào. Còn về chuyện đời tư, Holst đã kết hôn với cô bé tóc vàng mà anh gặp năm xưa, Isobel Harrison vào năm 1901. Ngôi nhà đầu tiên của đôi vợ chồng trẻ này nằm ở thị trấn Shepherds Bush.
Gustav Holst thừa kế từ người cha Adolph một gia tài nhỏ khi ông này qua đời. Chính vì vậy, người nghệ sĩ này cùng vợ tới Berlin để tận hưởng một kỳ nghỉ ngắn. Sau đó, Holst trở về Luân Đôn, sau đó đi đến quyết định là từ bỏ việc chơi kèn trombone, nhạc cụ đã gắn bó với anh suốt thời sinh viên, để tập trung sáng tác. Holst bắt đầu sự nghiệp sáng tác chuyên tâm với những thất bại đầu tiên. Viết nhiều bài hát, thế nhưng Holst đã nhận rất nhiều lời từ chối của các nhà xuất bản. Các bản nhạc này được Isobel sao chép lại, đồng thời cô còn may quần áo cho bạn bè của mình để phụ giúp người chồng của mình trong lúc khó khăn. Trong hoàn cảnh đó, một cái nghề nữa đến với Holst. Đó là trở thành một thầy giáo dạy hát cho Trường Allen James ở Dulwich. Có vai trò trong chuyện này chính là người bạn nghệ sĩ Williams. Từ đây, Holst thể hiện cái tài giảng dạy của mình.
Đến năm 1905, Gustav Holst được bổ nhiệm là giám đốc âm nhạc tại Trường nữ sinh thánh Paul, Hammersmith. Đồng thời, cùng năm, Holst được chỉ huy tác phẩm Người thổi kèn trumpet bí ẩn trong sảnh những nữ hoàng. Đây là tác phẩm cuối cùng mà Holst thể hiện sự chịu ảnh hưởng từ Wagner, đơn giản là vì anh đang quan tâm đến những bài dân ca Anh. Sự giản dị của những tác phẩm xa xưa này đã đưa Holst ra khỏi tầm ảnh hưởng của nhà soạn nhạc người Đức, một người luôn tạo cho mình một phong cách hoành tráng.
Năm 1906, Holst chịu một thất bại cay đắng khi không trở thành người thắng cuộc trong một cuộc thi sáng tác mang tên Giải thưởng Ricordi. Tác phẩm mà ông đem đi dự thi chính là tác phẩm về người phụ nữ Ấn Độ Sita. Nguyên nhân của vấn đề có thể nằm ở người thầy Stanford.
Sự chán nản và làm việc quá sức đã khiến nhà soạn nhạc Anh suy nhược đến mức bác sĩ đi nghỉ một thời gian ở vùng có khí hậu ấm áp. Đó là lý do để Holst đến với Algérie, một quốc gia châu Phi, đến đó, Holst đạp xe đạp trên những sa mạc đầy cát. Một nơi đầy màu sắc như thế đã giúp Holst có cảm hứng sáng tác trở lại và tác phẩm tiếp theo của người đàn ông này, Beni Mora, đã ra đời. Có một nghịch lý ở chỗ đó là khi tác phẩm được trình diễn ở Anh, một nhà phê bình đã nói: "Chúng ta không yêu cầu về những cô gái Biskra đang nhảy múa trong lâu đài Langham", còn nếu như nó được trình diễn tại Paris, Pháp, như lời Williams nói, thì có lẽ Holst đã nổi tiếng sớm hơn 10 năm so với thời điểm trình diễn The Planets.
Năm 1907, nhà soạn nhạc trên đã hoàn thành Sita và bắt đầu làm việc với đội hợp xướng thứ nhất của Thánh ca hợp xướng từ kinh Vệ Đà. Holst cũng đang viết bản Rhapsody Somerset. Công việc soạn nhạc của anh đã trở nên dễ dàng hơn khi anh và vợ mình sống ở một ngôi nhà nhỏ ở Richmond. Cứ vào những ngày cuối tuần, họ lai lui tới ngôi nhà nhỏ hai tầng trên đảo Sheppey, một nơi yên bình và dễ chịu.

#### Khoảng thời gian tiếp theo (1908-1929)

##### Trước Thế chiến
Trong các năm 1908-1912, Gustav Holst viết 4 bộ thánh ca từ kinh Vệ Đà. Tập tác phẩm này có tên Đám mây đưa tin.
Trong mùa hè năm 1911, Holst hướng dẫn Trường Cao đẳng Morley trình diễn vở opera Nữ chúa tiên của Henry Purcell. Holst đã cho phép một số sinh viên sao chép lại tác phẩm này. Do thiếu kinh nghiệm, những con người này đã tốn công sức trong gần 1 năm để hoàn thành công việc. Đối với Holst, trình diễn vở nhạc kịch của nhà soạn nhạc Anh thời Baroque là điều hoàn hảo nhất mà ông từng làm.
Năm sau, buổi biểu diễn đầu tiên của Đám mây đưa tin cũng đã diễn ra. Lại thêm một tác phẩm mang phong cách Ấn Độ không mang lại thành công cho Holst, sẽ thất vọng hơn khi chính Holst là người cầm đũa chỉ huy buổi diễn đó. Thế nên, ông cảm thấy phiền muộn và thực hiện một chuyến đi đến Tây Ban Nha với 3 người Balfour Gardiner, Clifford Bax và Arnold Bax. Clifford Bax là người, trong chuyến đi đó, khuyên Holst nên đến với chiêm tinh học. Nghe lời ngươi bạn, sau buổi trình diễn thành công của The Planets, Holst giới thiệu thuật chiêm tinh cho những người bạn của ông, thứ mà ông gọi là "Thay thế cho thú cưng của tôi!".
Đến năm tiếp theo, năm 1913, một khu vực mới dành riêng cho âm nhạc thuộc Trường Thánh Paul được mở rộng. Holst được cấp ở đó một phong thử âm thanh rộng rãi để sáng tác. Vào những ngày cuối tuần, ông có dạy ở đó; vào ngày chủ nhật cũng như ngày lễ, ông tập trung vào sáng tác. Tổ khúc Thánh Paul trở thành tác phẩm đầu tiên ông viết ở đây. Cũng ở căn phong đó, Holst tỏ ra quá hưng phấn khi tìm hiểu về những nhà soạn nhạc Anh, những người chuyên viết các tác phẩm thuộc thể loại madrigal. Trong số những người này, Thomas Weelkes trở thành người mà Holst hâm mộ nhất; Holst cũng dành sự yêu quý cho cả William Byrd và Purcell.

##### Trong Thế chiến
Năm 1914, Chiến tranh thế giới thứ nhất bùng nổ. Trong thời kỳ đạn lửa khốc liệt đó, Khúc bi ca dành cho hai cựu chiến binh đã được sáng tác bởi Holst. Holst cũng bắt tay vào việc sáng tác tác phẩm nổi tiếng nhất của ông, Các hành tinh. Ông mới chỉ phác thảo một vài đoạn hòa âm trong những ngày nghỉ cuối tuần dài tại ngôi nhà của ông ở Thaxted, thị trấn Essex. Nhà thờ nhỏ tại đây giống như một thánh đường, bên trong là sự rộng rãi và sáng sủa. Holst mơ ước về một lễ hội âm nhạc được tổ chức tại đây. Ông cũng muốn đưa những học sinh của mình về đây. Cuối cùng, giấc mơ của Holst đã thành hiện thực vào năm 1916, có đến 4 ngày nghỉ liên tục để ca hát và vui chơi.
Đến năm 1917, nhà soạn nhạc người Anh sáng tác thánh ca về Jesus dựa trên bộ sách Phúc âm ngụy tác. Để hoàn thành nó, ông đã học tiếng Hy Lạp để hiểu bộ sách và cố gắng giữ tinh thần trong bộ sách đó càng nhiều càng tốt.
Ngoài việc sáng tác âm nhạc ra, Holst còn tình nguyện đăng ký tham gia chiến đấu. Tuy nhiên, ông không đủ tiêu chuẩn để được phục vụ trong cuộc chiến, điều này khiến ông không khỏi thất vọng. Nhưng cơ hội đã đến với ông khi YMCA đề bạt ông vào vị trí người tổ chức sự kiện âm nhạc trong công tác giáo dục của tổ chức này cho quân đội vùng cận đông. Holst đã bỏ chữ "von" trong tên của mình đi và đi thuyền đến Salonica sau khi Balfour Gardiner tổ chức một buổi diễn riêng cho Những hành tinh do Adrian Boult.

##### Sau Thế chiến
Gustav Holst trở về ngôi nhà của mình vào năm 1919, trở lại làm giảng viên cho Cao đẳng Âm nhạc Hoàng gia. Trở lại phòng thử âm thanh ngày xưa, Holst phổ nhạc cho tác phẩm Khúc tụng ca về cái chết của Walt Whitman cho đội hợp xướng và dàn nhạc giao hưởng.
Năm 1920, Holst trình diễn một tác phẩm của mình có tên Tụng ca Jesus và nó đã đem lại thành công cho ông. Hai năm sau, cuộc sống của ông trở nên dễ chịu hơn. Lần đầu tiên trong đời, thu nhập của ông trên một nghìn bảng Anh một năm. Tuy vậy, ông lại không có thêm tác phẩm lớn nào đem lại thành công vang dội hơn.
Đầu năm 1923, một sự cố đã đến với ông. Khi đang chỉ huy một buổi diễn tập, nhà soạn nhạc đã bị trượt chân và đập đầu vào bục giảng. Cú va chạm đó không nặng, nhưng nó lại đến đúng lúc sức khỏe và tinh thần của Holst không được ổn lắm. Chính vì vậy, tổn thương của sự cố này nặng hơn ông nghĩ và mất nhiều năm sau, ông mới hồi phục lại sức khỏe. Trong khoảng thời gian hồi phục sau chấn thương, Holst nhận được lời mời đến nước Mỹ để chỉ huy một liên hoan âm nhạc tại Đại học Michigan, Ann Arbor. Trong cuộc hành trình vượt Đại Tây Dương đó, ông viết tác phẩm Fugal Concerto. Trong khi Holst ở Mỹ, vở opera của ông, Tên khờ dại hoàn hảo, đã được cho trình diễn bởi Nhà hát Opera quốc gia Anh. Ngoại trừ phần âm nhạc dành cho ballet là được ưa thích, phần lớn tác phẩm đều khiến khán giả không hài lòng bởi cốt truyện của nó khó hiểu. Những người đến xem đều yêu cầu trả lại tiền. Ở quê hương, Holst đang dần đánh mất khán giả; nhưng ở Mỹ, ông nhận rất nhiều lời ca ngợi.
Tuy vậy, ông vẫn trở về nước Anh. Ông đã được tung hô sau khi Những hành tinh được trình diễn. Tuy nhiên, Holst lại chẳng vui vẻ gì. Tinh thần của ông lúc này rất tệ. Ông mất ngủ thường xuyên. Ông luôn ở trong tình trạng suy sụp thần kinh nghiêm trọng. Rồi một người đàn ông lạ ẩn danh đã tặng ông vài trăm bảng Anh để ông rảnh rỗi hơn để sáng tác trong mỗi đêm.
Để giải quyết tình trạng thần kinh không được khỏe, Holst quyết định không dạy học nữa, trở về Thaxted và chỉ đến Luân Đôn mỗi ngày một lần. Khoảng thời gian có vè nghi ngơi đó là 3 tháng. Nhưng thực ra, Holst vẫn không thể ngừng làm việc. Hậu quả là những dây thần kinh của ông càng càng tệ hơn và ông bắt đầu hứng chịu những cơn đau đầu khủng khiếp. Cái đầu của ông yếu đến nỗi dù cho những cơn đau có dịu đi thì ông không thể chịu nổi bất cứ cái gì chạm vào chỗ đó, cho dù đó là đội mũ hay gối đầu lên chiếc gối. Càng tệ hơn khi có thêm những tiếng ồn. Holst luôn bị ác mộng về việc sáng tác không đúng hoặc thiếu ý tưởng. Trước tình hình đó, bác sĩ đã phải khuyên ông nên nghỉ ngơi trong một năm. Sức khỏe yếu đã khiến nhà soạn nhạc giảng rất ít tại Trường Thánh Paul, nơi ông giảng dạy cho đến cuối đời.
Holst sống gần một năm ở Thaxted. Nơi đây, ông sống cùng với người đầu bếp, người mà năm xưa làm người chèo thuyền trong quân đội, người phục vụ và người gác rừng. Ông vẫn tiếp tục sáng tác: Giao hưởng hợp xướng và vở opera Trên đầu con lợn rừng.
Đến đầu năm 1925, sức khỏe của Holst đã hồi phục, đủ cho ông trở lại Luân Đôn và bước vào luyện tập tác phẩm Trên đầu con lợn rừng. Một lần nữa, ông lại thất bại vì rất nhiều lý do: nó quá láu lỉnh, khán giả cảm giác khó chịu và những diễn viên không đạt tới trình độ cần phải có. Cả Giao hưởng hợp xướng cũng chịu chung số phận trong buổi công diễn đầu tiên. Sự hoang vu, buồn tẻ là cái mà các nhà phê bình chỉ trích, "Holst đã trình diễn một quang cảnh u sầu của sự suy tàn không ngừng và đơn điệu". Holst khong để tâm đến những con người đó, nhưng khi Williams nói rằng ông dành cho nó tình cảm lạnh lẽo, ông lại cảm thấy lo lắng.
Sang năm 1926, Holst thuyết trình tại hai trường Đại học Liverpool và Đại học Glasgow. Ông đã có ngôi nhà đẹp tại Thaxted, Brook End, nhưng thỉnh thoảng ông mới về đó. Holst không nghỉ ngơi và không có ý định trở về một ngôi nhà cố định. Ở Luân Đôn, ông cảm thấy thư thái khi đi bộ một mình. Trong năm này, ông vẫn sáng tác. Ông đã thực hiện một chuyến đi bộ trong Dorset, và cảm hứng đã đến để ông viết Sự trở lại của thổ dân. Lại thêm lần mà người ta lại tỏ vẻ không hài lòng về Holst, tuy nhiên ông vẫn giữ sự thản nhiên ở bản thân. Ông cũng chọn thể loại ballet: Con ngỗng vàng và Buổi sáng trong năm.
Mùa xuân năm 1927 đến. Có hai tác phẩm của Holst được trình diễn: Rhapsody Somerset và Những hành tinh. Tháng 10 năm đó, ông nhận lời mời của George Bell, tu viện trưởng của Nhà thờ lớn Canterbury, để ông viết nhạc cho vở kịch Sự xuất hiện của Chúa trời.
Tiếp theo đó, vào năm 1928, Holst viết Tổ khúc Moorside.
Lại đến tháng 3 năm sau, Holst trở về từ chuyến đi nghỉ dài ở Ý để tới Mỹ. Ông là một trong số những vị khách tham dự dịp kỷ niệm lần thứ 21 của Viện Nghệ thuật và Khoa học Mỹ. Ông trở thành đại diện cho nghệ thuật của Anh ở xứ cờ hoa. Holst giảng về "việc giảng dạy nghệ thuật" tại Đại học Yale. Trở về quê hương, ông bắt tay vào viết ca khúc. Ông viết bài hát đầu tiên trong chùm 12 bài Humbert Wolfe, Thành phố Giấc mơ.

#### Cuối sự nghiệp (1930-1934)
Năm 1930, Double Concerto của Holst được trình diễn. Nó tạo nên những lời phê bình trái ngược nhau. Tuy nhiên, nhờ nó, Holst được nhận huy chương vàng của Hội yêu nhạc Hoàng gia. Cũng trong năm này, Holst viết vở opera cuối cùng của đời mình, vở opera thứ mười ba mang tên Câu chuyện của học giả lang thang. Ấy là còn chưa kể sự ra đời của tác phẩm Hammersmith. Tiếp theo đó, năm 1931, Choral Fantasia đã gây ấn tượng mạnh mẽ khi là tác phẩm đứng đầu tại Three Choirs Festival.
Năm 1932, Holst được mời đi thuyết trình về soạn nhạc tại Đại học Harvard danh tiếng. Khoảng thời gian đó kéo dài đến sáu tháng. Một lần, ông đảm trách một chương trình về chỉ huy và thuyết trình, trò chuyện về nhà soạn nhạc người Áo mà ông ngưỡng mộ, Joseph Haydn, tại thư viện của Hội đồng thành phố Washington. Nhưng ngay lập tức sau đấy, ông phải nhập viện bởi viêm dạ dày xuất huyết, hệ quả của loét tá tràng. Và ông phải nghỉ ngơi trước khi trở về nước Anh. Khi trở về quê nhà, ông uống rất nhiều sữa và đi bộ cũng rất nhiều, như ông nói là nhiều hơn cả ngày xưa.
Năm sau, 1933, Holst lại lao đầu vào công việc quen thuộc của mình: sáng tác. Ông viết Lyric Movement cho viola và dàn nhạc. Đồng thời, ông cũng viết Tổ khúc dòng sông xanh tặng những học sinh của Trường Thánh Paul. Cuối năm đó, ông vào nhà an dưỡng và đứng trước hai sự lựa chọn: hoặc tiểu phẫu để chịu sự hạn chế về sau, hoặc đại phẫu để nhận lấy sự tự do. Ông đã lựa chọn một cuộc đại phẫu. Cuộc phẫu thuật này dự định sẽ được tiến hành vào mùa xuân năm sau.
Trong những tháng đầu tiên của năm 1934, Holst nghe những bản nhạc của bản thân trên đài phát thanh và bắt tay viết tiếp khúc scherzo mà ông đã phác thảo trong năm trước. Đó là một phần của một bản giao hưởng, tuy nhiên bản giao hưởng đó không được trọn vẹn.

### Qua đời
Mặc dù cuộc phẫu thuật cho Holst đã thành công, Holst không thể nào chịu được sự căng thẳng. Ông đã ra đi chỉ 2 ngày sau cuộc phẫu thuật ấy. Đó là ngày 25 tháng 5. Ông mất khi sự sáng tạo mới cũng như thanh thoát và ấm áp đang chảy trong con người ông. Người ta không khỏi băn khoăn liệu với những gì đã làm vào thập niên 1920 và nếu còn được sống thêm, Holst có thể còn làm gì thêm nữa.
Sau khi ông qua đời, số lần trình diễn các tác phẩm của Holst ngày càng ít đi. Tuy nhiên, Những hành tinh vẫn có chỗ đứng riêng cho mình. Và tên tuổi của Holst được khẳng định khi đứa con gái của ông, Isobel Holst, cố gắng phổ biến các tác phẩm của cha mình.

### Thói quen
Có thể nói thói quen đáng chú ý nhất của Gustav Holst đó là đi bộ. Thời sinh viên ông đi, đến khi đạt tuổi trung niên và về già ông vẫn đi. Thời sinh viên ông đi bộ để tiết kiệm chi phí đi lại. Sau này ông đi bộ để tránh ánh hào quang của danh vọng. Ông đã đi tới Yorkshire, khắp miền quê của Anh, và đi đến nhiều nơi của châu Âu, thậm chí là đến tận những thành phố tận miền đông nam của lục địa già là Istanbul và Athens (trong chiến tranh). Khi thảo luận về liên hoan Whitsuntide, ông đi qua Chichester từ Midhurst, băng qua đồi chăn thả và đến Pulborough trước khi lên tàu trở về Luân Đôn. Mỗi khi đi bộ, ông luôn mang bảng giờ tàu và bảng chi tiết tuyến đường xe bus trong hai túi áo.

## Phong cách âm nhạc
Đúng là Holst có đi học âm nhạc tại Cao đẳng Âm nhạc Hoàng gia, nhưng Holst tự học là chủ yếu. Ông học dựa trên kinh nghiệm của bản thân và tư duy sâu sắc. Ông cố gắn tranh đi sự định kiến và ràng buộc. Holst đi theo con đường thực nghiệm của mình, kiên định tìm những âm thanh đúng đắn. Nhà soạn nhạc Anh không chấp nhận sự dễ dãi.
Đúng là Holst có suy nghĩ về tôn giáo, có các tác phẩm về tôn giáo, nhưng tôn giáo mà ông hướng đến không thông thường. Cái mà nhà soạn nhạc này tin tưởng đó là khả năng siêu phàm của con người cũng như những hiểu biết sư qua về chiêm tinh. Ông chịu ảnh hưởng lớn từ văn hóa phương Đông, đặc biệt là Đạt-ma và sự tái sinh.
Đúng là Holst hết mình vì âm nhạc. Và ông cố gắng hoàn thành bổn phận đáp ứng yêu cầu về thực hành như ông đã suy nghĩ. Ông cũng nghĩ rằng nếu âm nhạc có thể mang đến các lớp học thì hãy mang đến. Holst có một cảm giác dễ dàng khi chuyển các tác phẩm tôn giáo thành các tác phẩm thế tục với một sự nghiêm túc mà chẳng có sự vô lý nào cả.